# قرار مجلس الأمن التابع للأمم المتحدة رقم 654
قرار مجلس الأمن التابع للأمم المتحدة رقم 654، المتخذ بالإجماع في 4 أيار / مايو 1990، بعد الإشارة إلى القرارات 637 (1989) و644 (1989) و650 (1990) و653 (1990)، أيد المجلس تقرير الأمين العام وقرر تمديد ولاية فريق مراقبي الأمم المتحدة في أمريكا الوسطى لمدة ستة أشهر أخرى حتى 7 نوفمبر 1990.
وقد اتخذ قرار تمديد الولاية على أساس فهم المجلس أن عملية تسريح الكونترا والمقاومة الأخرى في نيكاراغوا ستكتمل بحلول 10 حزيران / يونيه 1990. وأشار القرار أيضاً إلى ضرورة توخي اليقظة بشأن التكاليف المالية لفريق المراقبين، نظراً لزيادة الطلب على قوات حفظ السلام التابعة للأمم المتحدة.
ورحب المجلس بالجهود التي يبذلها الأمين العام لإيجاد حل للنزاع في السلفادور فيما يتعلق بحكومة السلفادور وجبهة فارابوندو مارتي للتحرير الوطني،  وطلب منه تقديم تقرير بحلول 10 حزيران / يونيو 1990 بشأن استكمال عملية التسريح.

## روابط خارجية
- نص القرار في undocs.org